# Kaplja v more
Kaplja v more (Капля в море) è un film del 1973 diretto da Jakov Aleksandrovič Segel'.

## Trama
Il film racconta il primo giorno di scuola dell'allievo di prima elementare Vitja Sinicyn, che ha superato con onore tutte le prove e le vicissitudini del destino che lo hanno colpito in questo giorno speciale.